# Cheerful Cheers!
『Cheerful Cheers!』（チアフル・チアーズ）は、FM NACK5で2025年1月5日から放送されているラジオ番組。

## 概要
1997年から28年近くにわたって放送された『服部幸應 WELL TASTE』の後継番組で、毎週日曜 12:00 - 12:55（日本標準時）に放送。前番組から引き続き、武蔵野銀行の単独提供で放送されている。
本番組も食とトークをテーマにしており、家族と笑顔でいられるような暮らしと料理のアイデアをリスナーに提案する。番組タイトルは「ゴキゲンな」と「乾杯！」を意味する単語を組み合わせたもので、「1週間がんばった自分に乾杯！自分をほめよう！」という番組側の想いが込められている。
パーソナリティは、共に子を持つ母であり食育インストラクターの資格も有している保田圭と和田明日香が務めている。このうち保田は、前番組からの続投出演である。

## コーナー
保田圭の今晩どーする？
献立に悩むリスナーに向けてレシピを紹介。
明日香の音響さん
音楽好きの和田がキッチンにいる時にかける曲を紹介。